# Danh sách cầu thủ tham dự Cúp Vàng CONCACAF 1998
Đây là các đội hình tham gia Cúp Vàng CONCACAF 1998.

## Brasil
Huấn luyện viên:  Mário Zagallo
| 0#0 | Vị trí | Cầu thủ          | Ngày sinh và tuổi           | Câu lạc bộ             |
| --- | ------ | ---------------- | --------------------------- | ---------------------- |
| 1   | TM     | Taffarel         | 8 tháng 5, 1968 (29 tuổi)   | Atlético Mineiro       |
| 2   | HV     | Zé Maria         | 25 tháng 7, 1973 (24 tuổi)  | Parma                  |
| 3   | HV     | Júnior Baiano    | 14 tháng 3, 1970 (27 tuổi)  | Flamengo               |
| 4   | HV     | Gonçalves        | 22 tháng 2, 1966 (31 tuổi)  | Botafogo               |
| 5   | TV     | Mauro Silva      | 12 tháng 1, 1968 (30 tuổi)  | Deportivo de La Coruña |
| 6   | HV     | Júnior           | 20 tháng 6, 1973 (24 tuổi)  | Palmeiras              |
| 7   | TĐ     | Edmundo          | 2 tháng 4, 1971 (26 tuổi)   | Fiorentina             |
| 8   | TV     | Flávio Conceição | 12 tháng 6, 1974 (23 tuổi)  | Deportivo de La Coruña |
| 9   | TV     | Zinho            | 17 tháng 6, 1967 (30 tuổi)  | Palmeiras              |
| 10  | TĐ     | Denílson         | 24 tháng 8, 1977 (20 tuổi)  | São Paulo              |
| 11  | TĐ     | Romário          | 29 tháng 1, 1966 (32 tuổi)  | Flamengo               |
| 12  | TM     | Carlos Germano   | 14 tháng 8, 1970 (27 tuổi)  | Vasco da Gama          |
| 13  | HV     | Russo            | 16 tháng 6, 1976 (21 tuổi)  | Cruzeiro               |
| 14  | HV     | César            | 16 tháng 11, 1975 (22 tuổi) | Portuguesa             |
| 15  | HV     | Sylvinho         | 12 tháng 4, 1974 (23 tuổi)  | Corinthians            |
| 16  | TV     | Doriva           | 28 tháng 5, 1972 (25 tuổi)  | Porto                  |
| 17  | TV     | Marcos Assunção  | 25 tháng 7, 1976 (21 tuổi)  | Flamengo               |
| 18  | TV     | Sérgio Manoel    | 2 tháng 3, 1972 (25 tuổi)   | Grêmio                 |
| 19  | TĐ     | Donizete         | 24 tháng 10, 1968 (29 tuổi) | Vasco da Gama          |
| 20  | TĐ     | Élber            | 23 tháng 7, 1972 (25 tuổi)  | Bayern München         |

## Costa Rica
Huấn luyện viên:  Rolando Villalobos
| 0#0 | Vị trí | Cầu thủ                  | Ngày sinh và tuổi | Câu lạc bộ                 |
| --- | ------ | ------------------------ | ----------------- | -------------------------- |
| 1   |        | Erick Lonnis             |                   | Alajuela                   |
| 2   |        | Hárold Wallace           |                   | Liga Deportiva Alajuelense |
| 3   |        | Luis Antonio Marín       |                   | Alajuela                   |
| 4   |        | Alexander Madrigal       |                   | Liga Deportiva Alajuelense |
| 5   |        | Luis Diego Arnáez        |                   | Alajuela                   |
| 6   |        | Wílmer López-Arguedas    |                   | Liga Deportiva Alajuelense |
| 7   |        | Allan Oviedo             |                   | Curtidores                 |
| 8   |        | Joaquín Guillén-González |                   | Alajuela                   |
| 9   |        | Paulo Wanchope           |                   | Derby County               |
| 10  |        | Roy Meyers               |                   | Deportivo Saprissa         |
| 11  |        | Jewison Bennett-Grant    |                   | Comunucationes             |
| 12  |        | Richard Mahoney          |                   | Belen                      |
| 13  |        | Alfredo Morales-Cháves   |                   | Goicochea                  |
| 14  |        | Floyd Guthrie            |                   | Comunicaciones             |
| 15  |        | Jervis Drummond-Johnson  |                   | Deportivo Saprissa         |
| 16  |        | Bernard Mullins Campbell |                   | Cartago                    |
| 17  |        | Carlos Rodríguez         |                   | Herediano                  |
| 18  |        | Austin Berry             |                   | Liga Deportiva Alajuelense |
| 19  |        | Mauricio Wright          |                   | Comunicaciones             |
| 20  |        | Ricardo González Fonseca |                   | Alajuela                   |

## Cuba
Huấn luyện viên:  William Bennett
| 0#0 | Vị trí | Cầu thủ              | Ngày sinh và tuổi          | Câu lạc bộ    |
| --- | ------ | -------------------- | -------------------------- | ------------- |
| 1   |        | Alexis Revé          |                            |               |
| 2   |        | Juan Carlos Llorente |                            |               |
| 3   |        | Mario Pedraza        |                            |               |
| 4   |        | Kadafi Gou           |                            |               |
| 5   |        | Alexander Cruzata    |                            |               |
| 7   |        | Omar Montero         |                            |               |
| 8   |        | Tobio Mora           |                            |               |
| 9   |        | Lázaro Darcourt      | 25 tháng 4, 1971 (26 tuổi) | Pinar del Río |
| 10  |        | Manuel Bobadilla     |                            |               |
| 11  |        | Lester Moré          |                            |               |
| 12  |        | Lázaro Sánchez       |                            |               |
| 13  |        | Yomber Aguado        |                            |               |
| 14  |        | Ariel Álvarez        |                            |               |
| 15  |        | Osmín Hernández      | 27 tháng 6, 1970 (27 tuổi) | Pinar del Río |
| 16  |        | Eduardo Sebrango     |                            |               |
| 18  |        | Israel Blake Cantero |                            |               |
| 19  |        | Alexander Driggs     |                            |               |
| 20  |        | Luis Martén          |                            |               |

## El Salvador
Huấn luyện viên:  Kiril Dojcinovski
| 0#0 | Vị trí | Cầu thủ                      | Ngày sinh và tuổi | Câu lạc bộ            |
| --- | ------ | ---------------------------- | ----------------- | --------------------- |
| 1   | TM     | Álvaro Misael Alfaro         |                   | C.D. Luis Ángel Firpo |
| 2   | HV     | José Hernandez               |                   | C.D. Águila           |
| 3   | HV     | Leonel Cárcamo               |                   | C.D. Luis Ángel Firpo |
| 4   | HV     | Nelson Rojas                 |                   | Alianza F.C.          |
| 5   | TV     | Washington de la Cruz        |                   | Alianza F.C.          |
| 6   | TV     | Vladan Vićević               |                   | C.D. Águila           |
| 7   | TV     | Willian Renderos             |                   | C.D. Luis Ángel Firpo |
| 8   | TV     | Carlos Castro Borja          |                   | Deportivo Zacapa      |
| 9   | TĐ     | Israel Castro                |                   | C.D. Luis Ángel Firpo |
| 10  | TĐ     | Jorge González               |                   | C.D. FAS              |
| 11  | TĐ     | Ronald Cerritos              |                   | San Jose Clash        |
| 12  | TV     | Mauricio Cienfuegos          |                   | Los Angeles Galaxy    |
| 14  | TV     | José Alexander Amaya del Cid |                   | C.D. Águila           |
| 15  | TV     | Nelson Quintanilla           |                   | C.D. Luis Ángel Firpo |
| 16  | HV     | Reynaldo Argueta             |                   | C.D. Águila           |
| 17  | TV     | Jorge Rodríguez              |                   | Dallas Burn           |
| 18  | TV     | Waldir Guerra                |                   | C.D. Águila           |
| 19  | TĐ     | Raúl Díaz Arce               |                   | New Anh Revolution    |
| 20  | HV     | Wilfredo Iraheta             |                   | C.D. FAS              |
| 21  | HV     | Guillermo Rivera             |                   | C.D. FAS              |
| 22  | TM     | Santos Rivera                |                   | ADET                  |

## Guatemala
Huấn luyện viên:  Miguel Ángel Brindisi
| 0#0 | Vị trí | Cầu thủ              | Ngày sinh và tuổi | Câu lạc bộ        |
| --- | ------ | -------------------- | ----------------- | ----------------- |
| 1   | TM     | Edgar Estrada        |                   | Comunicaciones    |
| 2   |        | Erick Miranda        |                   | Comunicaciones    |
| 3   |        | Nelson Cáceres       |                   | Comunicaciones    |
| 4   |        | Germán Ruano         |                   | Municipal         |
| 5   |        | Jorge Pérez          |                   | Coban Imperial    |
| 6   |        | Iván León            |                   | Comunicaciones    |
| 7   |        | Juan Carlos Plata    |                   | Municipal         |
| 8   |        | Claudio Rojas        |                   | Comunicaciones    |
| 9   |        | Edwin Wesphal        |                   | Comunicaciones    |
| 10  |        | Juan Manuel Funes    |                   | Comunicaciones    |
| 11  |        | Martín Machón        |                   | LA Galaxy         |
| 12  | TM     | Hilton Moreira       |                   | Juventud Catolica |
| 13  |        | Engelvert Herrera    |                   | Comunicaciones    |
| 14  |        | Julio Girón          |                   | Aurora            |
| 15  |        | Fabricio Benítez     |                   | Coban Imperial    |
| 16  |        | Guillermo Ramírez    |                   | Municipal         |
| 17  |        | Jairo Pérez          |                   | Municipal         |
| 18  |        | Víctor Gómez         |                   | Aurora            |
| 19  |        | Everaldo Valencia    |                   | Comunicaciones    |
| 20  | TM     | Jorge Vinicio Ovando |                   | Municipal         |

## Honduras
Huấn luyện viên:  Miguel Company
| 0#0 | Vị trí | Cầu thủ                | Ngày sinh và tuổi | Câu lạc bộ                 |
| --- | ------ | ---------------------- | ----------------- | -------------------------- |
| 1   |        | Milton Flores          |                   | Club Deportivo Real España |
| 2   |        | Merlyn Membreño        |                   | Club Deportivo Olímpia     |
| 3   |        | Arnold Cruz            |                   | San Jose Clash             |
| 4   |        | Hernain Arzú           |                   | Club Deportivo Motagua     |
| 5   |        | César Cloter Herrera   |                   | Club Deportivo Real España |
| 6   |        | Nigel Zúñiga           |                   | Club Deportivo Motagua     |
| 7   |        | Robel Bernárdez        |                   | Club Deportivo Platense    |
| 8   |        | Alex Pineda Chacon     |                   | Club Deportivo Olímpia     |
| 9   |        | Carlos Alberto Pavón   |                   | Necaxa                     |
| 10  |        | Christian Santamaría   |                   | Club Deportivo Olímpia     |
| 11  |        | Wilmer Velásquez       |                   | Club Deportivo Olímpia     |
| 13  |        | Basilio Zapata         |                   | C.D. Marathón              |
| 15  |        | Jorge Samuel Caballero |                   | Club Deportivo Olímpia     |
| 16  |        | José Serrano Alvarez   |                   | Club Deportivo Olímpia     |
| 17  |        | Camilo Bonilla         |                   | Club Deportivo Real España |
| 18  |        | Jairo Martínez         |                   | Club Deportivo Motagua     |
| 19  |        | Presley Carson         |                   | Club Deportivo Motagua     |
| 20  |        | Amado Guevara          |                   | Club Deportivo Motagua     |
| 28  |        | Noel Valladares        |                   | Club Deportivo Motagua     |

## Jamaica
Huấn luyện viên:  René Simoes
| 0#0 | Vị trí | Cầu thủ           | Ngày sinh và tuổi | Câu lạc bộ         |
| --- | ------ | ----------------- | ----------------- | ------------------ |
| 1   |        | Warren Barrett    |                   | Violet Kickers     |
| 2   |        | Stephen Malcolm   |                   | Seba United FC     |
| 3   |        | Christopher Dawes |                   | Galaxy FC          |
| 4   |        | Linval Dixon      |                   | Hazard FC          |
| 5   |        | Ian Goodison      |                   | Olympic Gardens FC |
| 6   |        | Fitzroy Simpson   |                   | Portsmouth         |
| 7   |        | Peter Cargill     |                   | Harbour View FC    |
| 8   |        | Marcus Gayle      |                   | Wimbledon F.C.     |
| 9   |        | Andy Williams     |                   | Real Mona FC       |
| 11  |        | Theodore Whitmore |                   | Seba United FC     |
| 13  |        | Aaron Lawrence    |                   | Reno FC            |
| 14  |        | Gregory Messam    |                   | Harbour View FC    |
| 17  |        | Onandi Lowe       |                   | Harbour View FC    |
| 18  |        | Deon Burton       |                   | Derby County       |
| 19  |        | Frank Sinclair    |                   | Chelsea            |
| 20  |        | Clifton Waugh     |                   | Black Star FC      |
| 21  |        | Durrant Brown     |                   | Wadadah FC         |
| 22  |        | Paul Hall         |                   | Portsmouth         |
| 24  |        | Ricardo Gardner   |                   | Harbour View FC    |
| 25  |        | Winston Griffiths |                   | Hazard FC          |

## Mexico
Huấn luyện viên:  Manuel Lapuente
| 0#0 | Vị trí | Cầu thủ            | Ngày sinh và tuổi          | Câu lạc bộ       |
| --- | ------ | ------------------ | -------------------------- | ---------------- |
| 1   | TM     | Óscar Pérez        | 1 February 1973 (aged 25)  | Cruz Azul        |
| 2   | HV     | Claudio Suárez     | 17 December 1968 (aged 29) | Guadalajara      |
| 3   | HV     | Gabriel de Anda    | 5 June 1971 (aged 26)      | Santos Laguna    |
| 4   | TV     | Germán Villa       | 2 April 1973 (aged 24)     | Club América     |
| 5   | HV     | Duilio Davino      | 21 March 1976 (aged 21)    | Club América     |
| 6   | TV     | Raúl Lara          | 28 February 1973 (aged 24) | Club América     |
| 7   | TV     | Ramón Ramírez      | 5 December 1969 (aged 28)  | Guadalajara      |
| 8   | TV     | Braulio Luna       | 8 September 1974 (aged 23) | Pumas UNAM       |
| 9   | TĐ     | Enrique Alfaro     | 11 December 1974 (aged 23) | Toluca           |
| 10  | TV     | Javier Lozano      | 9 February 1972 (aged 26)  | Tigres UANL      |
| 11  | TĐ     | Cuauhtémoc Blanco  | 17 January 1973 (aged 29)  | Necaxa           |
| 12  | TV     | Ricardo Martínez   | 7 April 1966 (aged 31)     | Monarcas Morelia |
| 13  | TV     | Pável Pardo        | 26 July 1976 (aged 21)     | Atlas            |
| 14  | TV     | Roberto Medina     | 16 March 1968 (aged 29)    | León             |
| 15  | TĐ     | Luis Hernández     | 22 December 1968 (aged 29) | Necaxa           |
| 16  | HV     | Héctor López       | 7 June 1971 (aged 26)      | Atlas            |
| 17  | TĐ     | Francisco Palencia | 28 April 1973 (aged 24)    | Cruz Azul        |
| 18  | HV     | Salvador Carmona   | 22 August 1975 (aged 22)   | Toluca           |
| 19  | TV     | Sigifredo Mercado  | 21 December 1968 (aged 29) | León             |
| 20  | TĐ     | Emilio Mora        | 7 March 1978 (aged 19)     | Monarcas Morelia |

## Trinidad và Tobago
Huấn luyện viên:  Bertille St. Clair
| 0#0 | Vị trí | Cầu thủ           | Ngày sinh và tuổi | Câu lạc bộ           |
| --- | ------ | ----------------- | ----------------- | -------------------- |
| 1   |        | Ross Russell      |                   | Defence Force FC     |
| 2   |        | Avery John        |                   | American University  |
| 3   |        | Sherwyn Julien    |                   | Joe Public FC        |
| 4   |        | Marvin Andrews    |                   | Carib Sports Club    |
| 5   |        | Anthony Rougier   |                   | Raith Rovers         |
| 6   |        | Shurland David    |                   | Joe Public FC        |
| 7   |        | Clint Marcelle    |                   | Barnsley             |
| 8   |        | Stokely Mason     |                   | Joe Public FC        |
| 9   |        | Peter Prosper     |                   | United Petrorin      |
| 10  |        | Lyndon Andrews    |                   | Superstar Rangers    |
| 11  |        | Jerren Nixon      |                   | FC Zurich            |
| 12  |        | David Nakhid      |                   | Joe Public FC        |
| 13  |        | Ansil Elcock      |                   | Columbus Crew        |
| 14  |        | Stern John        |                   | Columbus Crew        |
| 15  |        | Gary Glasgow      |                   | Defence Force FC     |
| 16  |        | Colvin Hutchinson |                   | Cầu thủ tự do        |
| 17  |        | Dale Saunders     |                   | San Juan Jabloteh CL |
| 20  |        | Clayton Ince      |                   | Defence Force FC     |

## Hoa Kỳ
Huấn luyện viên:  Steve Sampson
| 0#0 | Vị trí | Cầu thủ             | Ngày sinh và tuổi           | Câu lạc bộ          |
| --- | ------ | ------------------- | --------------------------- | ------------------- |
| 1   | TM     | Brad Friedel        | 18 tháng 5, 1971 (26 tuổi)  | Liverpool           |
| 2   | HV     | Frankie Hejduk      | 5 tháng 8, 1974 (23 tuổi)   | Tampa Bay Mutiny    |
| 3   | HV     | Eddie Pope          | 24 tháng 12, 1974 (23 tuổi) | D.C. United         |
| 4   | HV     | Mike Burns          | 14 tháng 9, 1970 (27 tuổi)  | New Anh Revolution  |
| 5   | HV     | Thomas Dooley       | 12 tháng 5, 1961 (36 tuổi)  | Columbus Crew       |
| 6   | TV     | John Harkes         | 8 tháng 3, 1974 (23 tuổi)   | D.C. United         |
| 7   | TĐ     | Roy Wegerle         | 19 tháng 3, 1964 (33 tuổi)  | D.C. United         |
| 9   | TĐ     | Joe-Max Moore       | 23 tháng 2, 1971 (26 tuổi)  | New Anh Revolution  |
| 11  | TĐ     | Eric Wynalda        | 9 tháng 6, 1969 (28 tuổi)   | San Jose Clash      |
| 12  | HV     | Jeff Agoos          | 2 tháng 5, 1968 (29 tuổi)   | D.C. United         |
| 13  | TV     | Cobi Jones          | 16 tháng 6, 1970 (27 tuổi)  | LA Galaxy           |
| 14  | TĐ     | Preki Radosavljevic | 24 tháng 6, 1963 (34 tuổi)  | Kansas City Wizards |
| 15  | TĐ     | Roy Lassiter        | 6 tháng 3, 1969 (28 tuổi)   | Tampa Bay Mutiny    |
| 16  | HV     | Brian Dunseth       | 2 tháng 3, 1977 (20 tuổi)   | New Anh Revolution  |
| 17  | HV     | Marcelo Balboa      | 8 tháng 8, 1967 (30 tuổi)   | Colorado Rapids     |
| 18  | TM     | Kasey Keller        | 29 tháng 11, 1969 (28 tuổi) | Leicester City      |
| 19  | TV     | Chris Henderson     | 11 tháng 12, 1970 (27 tuổi) | Colorado Rapids     |
| 20  | TĐ     | Brian McBride       | 19 tháng 6, 1972 (25 tuổi)  | Columbus Crew       |
| 21  | TV     | Claudio Reyna       | 20 tháng 7, 1973 (24 tuổi)  | VfL Wolfsburg       |
| 22  | HV     | Alexi Lalas         | 1 tháng 6, 1970 (27 tuổi)   | New Anh Revolution  |
| 23  | HV     | Gregg Berhalter     | 1 tháng 8, 1973 (24 tuổi)   | Sparta Rotterdam    |
| 24  | TM     | Juergen Sommer      | 27 tháng 2, 1969 (28 tuổi)  | Columbus Crew       |